# Attagis gayi
Attagis gayi е вид птица от семейство Thinocoridae.

## Разпространение
Видът е разпространен в Аржентина, Боливия, Еквадор, Перу и Чили.